# Sigaro

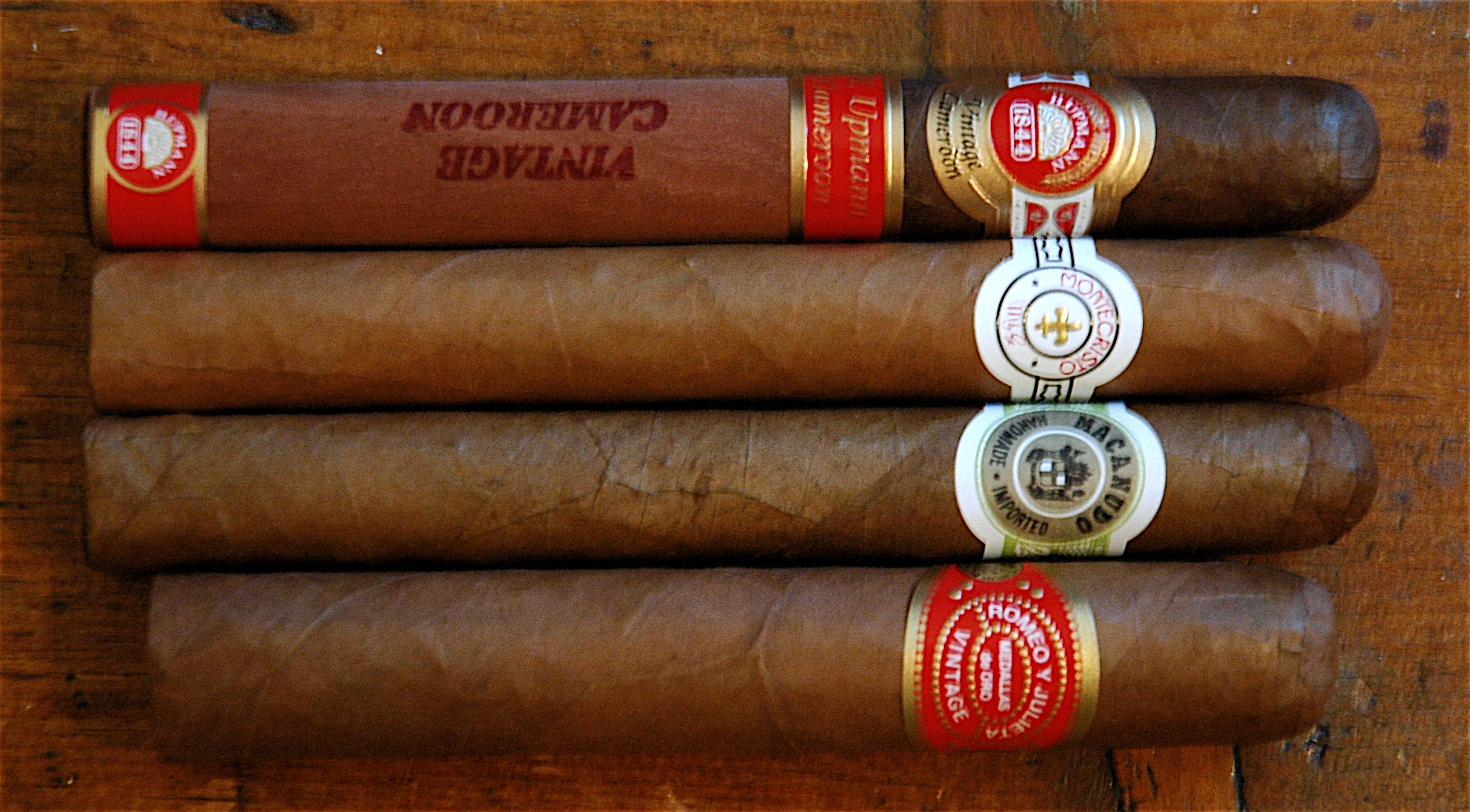
Quattro sigari di marche diverse riconoscibili dai diversi anilla. Dall'alto: H. Upmann (versione non Cubana), Montecristo (versione non Cubana), Macanudo (Santo Domingo) e Romeo y Julieta (versione non Cubana)

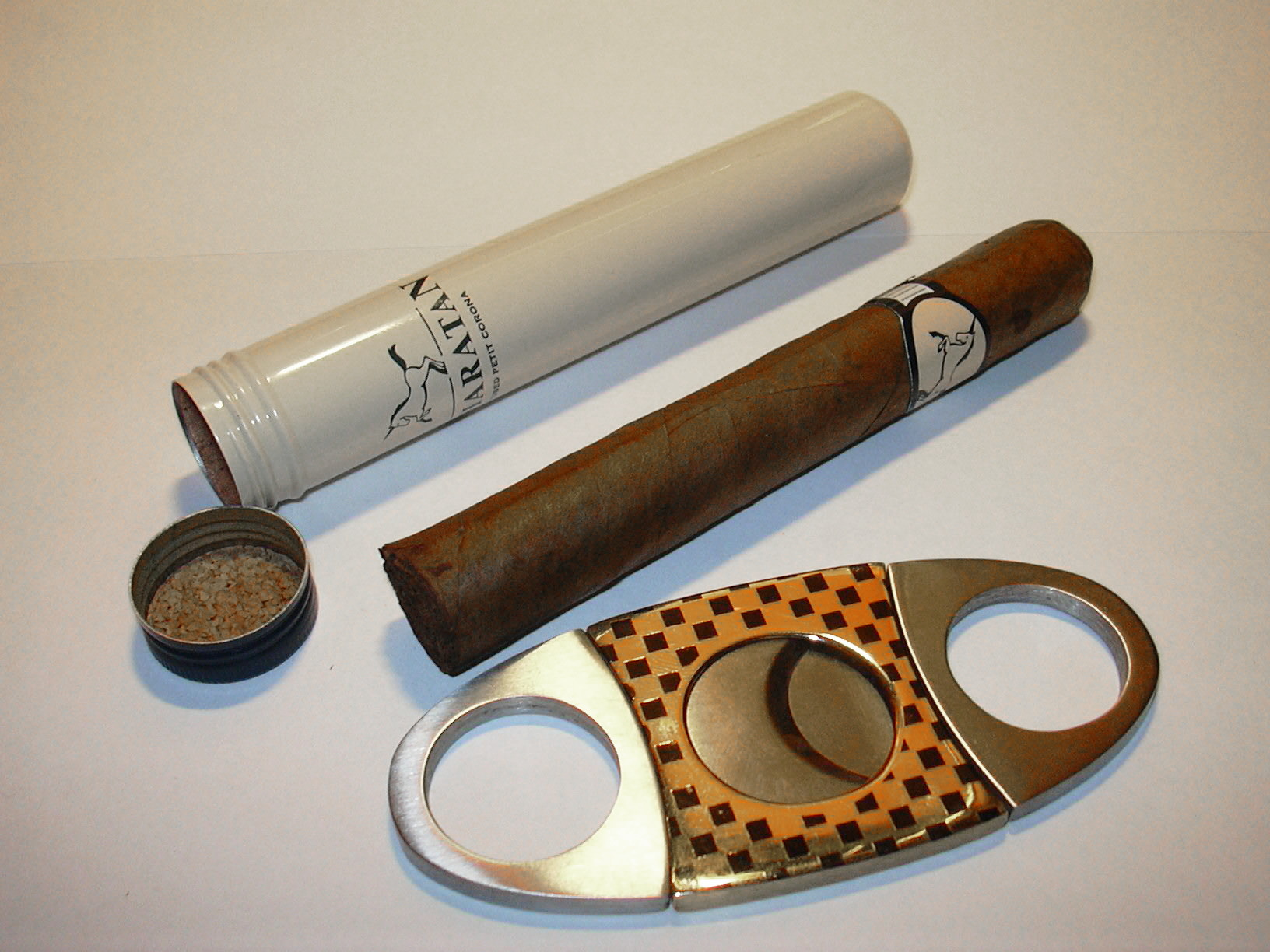
Un sigaro, il suo contenitore e un cutter a "ghigliottina"

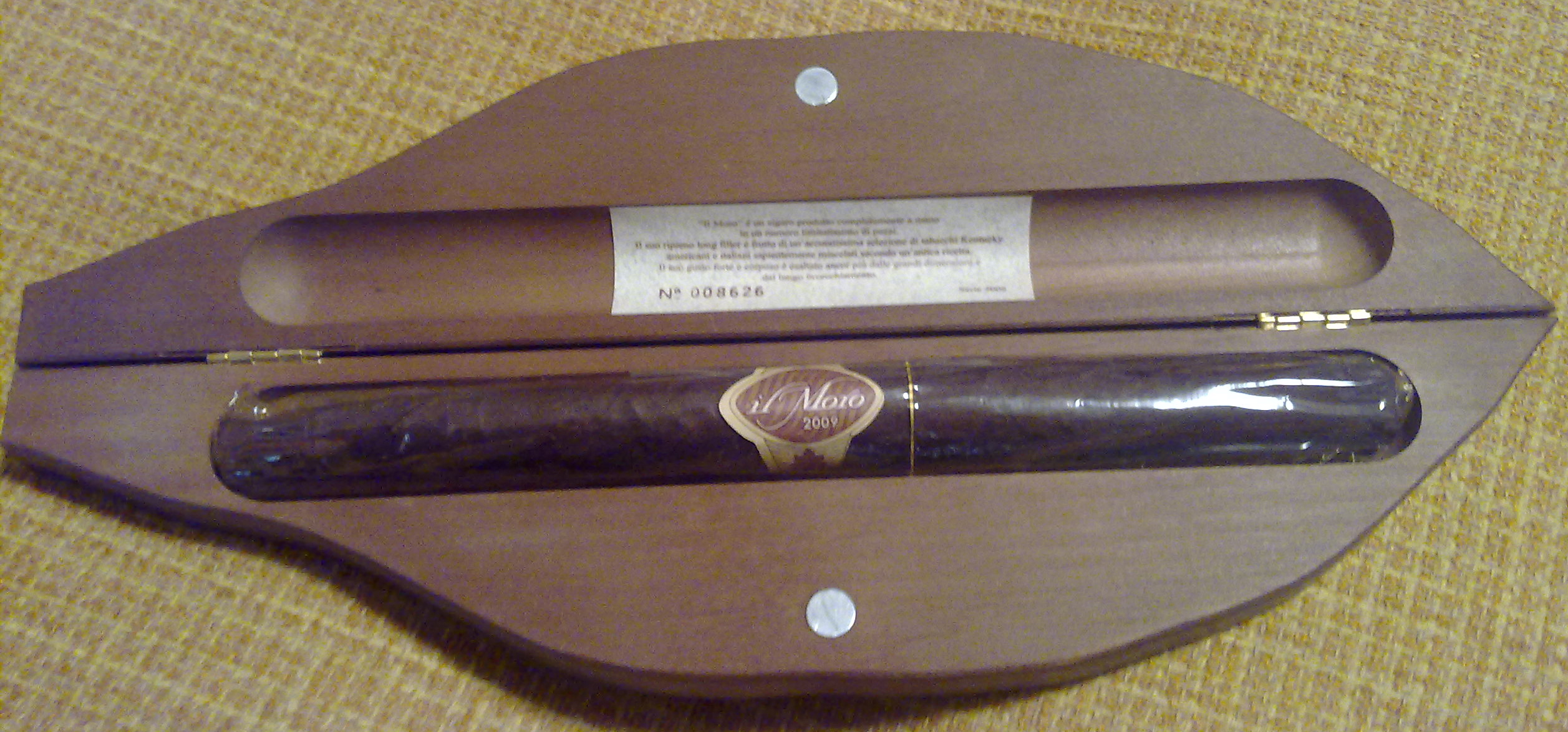
Il Moro nella sua confezione. È il sigaro di punta nella gamma dei Toscano.

Il sigaro è un cilindro di foglie di tabacco seccate, fermentate e arrotolate, che può essere fumato.
È assai probabile che le prime piante di tabacco siano state scoperte dai primi europei nell'isola di Santo Domingo, ma la pianta era presente un po' in tutto l'arcipelago caraibico. Il tabacco usato per i sigari viene coltivato in quantità significative in nazioni come il Brasile, il Camerun, Cuba, Repubblica Dominicana, Honduras, Indonesia, Messico, Nicaragua e negli Stati Uniti d'America.
I sigari fatti a Cuba sono stati a lungo considerati senza pari, grazie al microclima unico della zona di Vuelta Abajo nella provincia di Pinar del Río nell'ovest dell'isola, dove viene coltivato un tabacco di altissima qualità importato nell'isola (che originariamente aveva una varietà assai forte e acre), e lavorato grazie all'abilità ed esperienza dei fabbricanti di sigari.
Dopo la rivoluzione del 1959, le manifatture di sigari furono nazionalizzate e questo provocò la massiccia emigrazione di quasi tutti i manager più esperti e di buona parte delle abili maestranze alla volta della vicina isola di Santo Domingo, oltre che in Nicaragua e in Honduras, paesi che, fino ad allora, erano stati del tutto marginali nella fabbricazione e nella commercializzazione dei sigari.
Il governo cubano recuperò in parte tale situazione di gravissima crisi e oggi Cuba è nuovamente considerata da molti un luogo di eccellenza per i vari vitolas prodotti, pur subendo ancora la forte concorrenza quantitativa e qualitativa di Santo Domingo e, in parte, dell'Honduras e del Nicaragua. In Europa sono considerate di buon livello le manifatture dei Paesi Bassi e della Germania, ma anche l'Italia, con i suoi vari tipi di sigari Toscano.

## Composizione del sigaro

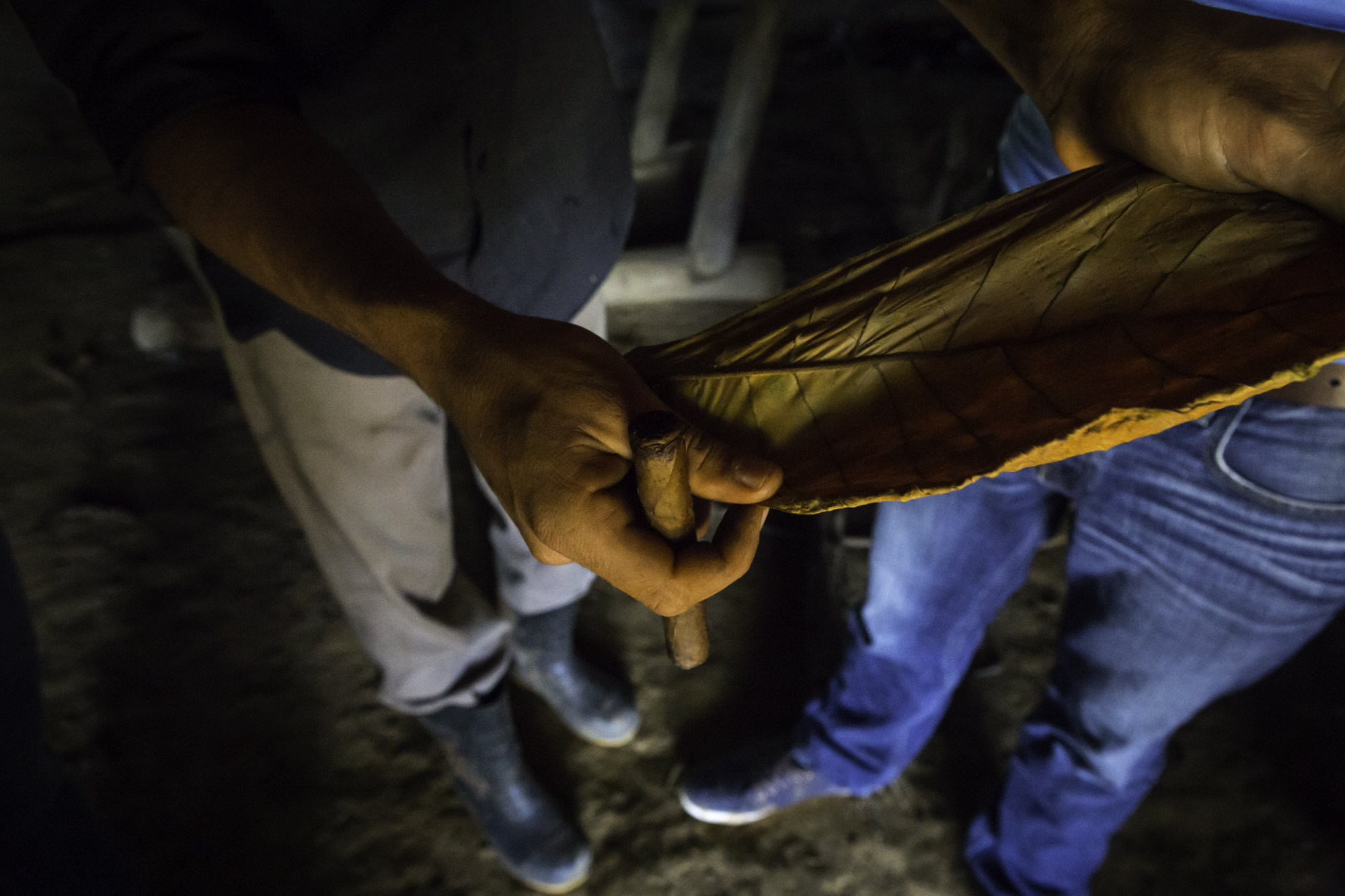

Un sigaro si compone di foglie di tabacco, cui sono state eliminate le nervature, arrotolate a mano o a macchina. Si distinguono tre elementi: tripa, capote e capa. La tripa, o ripieno, può essere composta da foglie intere (nei sigari di maggior pregio) o da trinciato di tabacco; ciò è rivestito da un'ulteriore foglia di tabacco (capote), la cui funzione è quella di dare una prima forma al sigaro. Tripa e capote sono a loro volta racchiuse ancora da un'altra foglia appositamente tesa, lavorata e sigillata al corpo del sigaro con una goccia di resina vegetale del tutto inodore e insapore che è chiamata capa. La capa deve essere rimossa o bucata in corrispondenza della "testa" (cioè la parte chiusa del sigaro) usando strumenti come il cutter, cioè una piccola ghigliottina, o il puncher, che crea un foro per poter aspirare il fumo una volta acceso il sigaro.
Contrariamente a quanto si crede il colore della capa non è legato alla forza del sigaro: è semplicemente una convenzione usata in passato, quando a sigari di colore chiaro si abbinava una "tripa" più leggera e a sigari scuri una più forte. La forza del sigaro infatti è dovuta alla mescola (detta "ligada") del tabacco proveniente da tre diverse parti della pianta: il ligero, il seco e il volado. Il ligero (che consiste nelle foglie della parte alta della pianta) dà forza alla ligada; il seco (foglie della parte intermedia) conferisce forza e gusto; infine il volado (foglie basse) è usato per aumentare la combustibilità del tabacco, essendo di per sé poco aromatico.

## La produzione
Una volta effettuato il raccolto delle foglie di tabacco queste vengono sistemate in apposite strutture, quasi sempre di legno, per l'essiccazione e lo stagionamento. Si tratta di una fase fondamentale per la riuscita del prodotto sia per il metodo utilizzato (che tendenzialmente è unico) che per il tempo di invecchiamento che è invece molto variabile: si va da un minimo di 6 mesi ad un massimo superiore ai due anni, specialmente per la marche cubane di maggior prestigio come Cohiba.
Terminata la stagionatura, le foglie vengono portate nelle fabbriche di produzione, a Cuba denominate galeras, in cui vengono creati da artigiani esperti denominati torcedores. La tecnica e l'abilità di "arrotolamento" sono anch'esse fondamentali per la riuscita del prodotto sotto due profili; il primo è il mantenimento della tipicità della marca e del tipo particolare di vitola, in quanto il torcedor deve aver cura di mantenere la ligada creata dalla marca per quel tipo di sigaro (ovvero la proporzione tra i vari tipi di foglie che caratterizza il sapore ed il gusto dello stesso); il secondo è la tecnica di costruzione del sigaro, che deve essere correttamente riempito al fine di evitare che, se troppo "vuoto", possa avere una resa qualitativa minore o che, se peggio è troppo pieno, il tiraggio possa essere difficoltoso e la fumata decisamente compromessa.
I torcedores spesso possono portare con sé piccole quantità di tabacco per produrre sigari in proprio. Nei casi più gravi possono anche accadere veri e propri furti di materiali (compresi scatole, etichette e certificati di autenticità), al fine di creare materiale contraffatto. A Cuba questi casi sono frequenti, e sebbene queste scatole false siano comunque di qualità buona, è sempre difficile (se non si è intenditori e se non si dà la possibilità di assaggiare un sigaro prima di acquistare) capire quali scatole contraffatte siano realizzate in questo modo o quali in modalità ben peggiore (usando tabacco non correttamente stagionato e prodotto o addirittura usando foglie di piante diverse).
Una volta creati i sigari questi passano davanti a operai esperti nella selezione del colore degli stessi; a seconda del tipo e della qualità di foglia o soprattutto del periodo di stagionatura, le fasce possono essere di colori molto diversi: dal claro (ovvero un marrone molto sbiadito) fino al negro (ovvero un marrone molto scuro e prossimo al nero). Gli addetti a questo compito si preoccupano di mettere assieme i sigari di colori simili, affinché in una scatola gli stessi non siano troppo diversi ed esteticamente poco appetibili.
Dopo la selezione del colore, come ultima fase, la grandissima maggioranza dei sigari vengono anillati, ovvero viene aggiunta (tendenzialmente poco dopo la testa del sigaro, che è la parte da cui si tira) l'anilla, che è una fascetta rappresentante il marchio della casa di produzione. Di questo compito sono incaricati degli operai molto veloci e abili, in grado di apporre l'anilla in pochissimi secondi. Diversamente da quello che si potrebbe pensare, questa è una fase molto delicata perché la fascetta deve essere chiusa con una quantità minima di colla (al fine di restare attaccata al sigaro) stando bene attenti che il collante non entri in contatto con la fascia; diversamente, al momento di rimuoverla, il fumatore si troverebbe in mano un pezzo di foglia e questo potrebbe causare il progressivo srotolamento del sigaro stesso. Va detto infatti che nessun sigaro, specialmente nessuno di quelli di alta qualità, è assemblato utilizzando collanti o elementi chimici simili.

## Il confezionamento
Il sigaro è un oggetto particolarmente delicato e bastano poche ore di conservazione scorretta per compromettere, a volte in modo irrimediabile, il suo pieno utilizzo. Per questo motivo un sigaro deve essere sempre confezionato se deve essere trasportato da un luogo ad un altro, ragione per cui è conservato nei seguenti modi:

### Tubo
Può essere in alluminio o meno frequentemente in plastica, garantisce la conservazione per lunghi periodi e può essere riutilizzato a piacere. All'interno del tubo spesso viene usato del tranciato sottile di cedro per mantenere più costante possibile il livello di umidità del sigaro posto all'interno. Esistono anche versioni pregiate in pelle, che possono contenere fino a cinque sigari, ma che non garantiscono la tenuta stagna.

### Confezione in cartone o plastica
La confezione in cartone ("petaca") è da tre o cinque pezzi, non garantisce la tenuta dell'umidità e a lungo andare altera il sapore dei sigari contenuti: per tali motivi è da ritenere il peggior tipo di confezionamento, nonostante sia usato anche per sigari di qualità (ad es. Cohiba, Partagas, Montecristo). La confezione in plastica (detta anche "bundle") è invece riservata a sigari di bassa qualità e prezzo economico.

### La scatola
Il sigaro può anche essere conservato in scatole in legno, grezzo o ricoperto di carta recante il logo della marca, che garantiscono una buona tenuta dell'umidità sul breve periodo, ma che comunque necessitano di stare in ambiente protetto se il sigaro è conservato a lungo.
La scatola da 25 unità è il formato classico nel confezionamento, coi sigari disposti in due file (una da 13 una da 12) o in tre file (8-9-8). Tuttavia la scatola stessa, di forma rettangolare, tende a schiacciare i sigari e a far perdere loro la struttura cilindrica. Per questo motivo è sempre più frequente il confezionamento in scatole denominate cabinet, che possono contenere 25 o anche 50 sigari, in cui però i suddetti sono conservati sciolti e non incastrati.
In questi casi i sigari vengono avvolti in una semplice fascia, in modo da tenerli insieme senza perdere la loro forma originaria. Il cabinet è da considerarsi la forma di confezionamento migliore, tanto che pare che i migliori sigari siano messi proprio in questo tipo di scatole. Negli ultimi anni il mercato si è allargato notevolmente, e per venire incontro alle esigenze di nuovi fumatori sono state introdotte anche scatole da 5 o 10 unità, non solo riservate a produzioni speciali o per sigari particolarmente rari e costosi che pochi potrebbero comprare in confezioni da 25, ma anche per renderne più fruibile l'acquisto.

### Altre confezioni
Molti altri tipi di confezionamento possono essere usati, specie per produzioni limitate e speciali: giare di ceramiche (una delle migliori soluzioni in fatto di conservazione), humidor in legno decorato dalle forme più diverse (ogni anno a Cuba ne vengono presentati di nuovi), box metallici.

## Conservazione
Il sigaro è un prodotto che necessita di un sistema di conservazione particolare affinché vengano preservate le qualità organolettiche nel tempo. Un avana di buon livello continua a migliorare per oltre 10-15 anni dalla produzione, per poi lentamente calare.
La questione sul numero ottimale di anni per la conservazione è dibattuta: alcuni preferiscono fumare il sigaro "fresco", appena rollato o comunque entro 3 anni dalla fattura, altri propendono per stagionature più lunghe (5, 10 anni), altri ancora sono sostenitori del sigaro "vintage", con più di 10 anni di invecchiamento. Premettendo che la scelta si basa sul gusto personale, un sigaro fresco avrà aromi più distinguibili e ruvidi, un sigaro invecchiato tenderà a offrire sapori più amalgamati e pastosi. A prescindere comunque da queste preferenze, ogni appassionato deve munirsi di un sistema di conservazione. Due sono i parametri fondamentali da tenere presente quando si parla di sigari: umidità e temperatura.

### Umidità
È il primo parametro da controllare per conservare dei sigari; esso può essere facilmente tenuto sotto controllo con un igrometro, digitale o analogico. A questo punto bisogna distinguere tra umidità assoluta del tabacco (U a) ed umidità relativa ambientale (U r); in genere l'umidità assoluta di equilibrio per il tabacco, in ambiente standard, è del 12% (*). È bene ricordarsi sempre che, invece, la percentuale di umidità relativa deve sempre restare tra il 65% ed il 72% a una temperatura di 18-20 gradi centigradi. Nel caso in cui non si disponga di un humidor climatizzato, che mantiene questi valori in modo automatico, è utile tener conto della cosiddetta "quota 90", che è data dalla somma di temperatura di conservazione e tasso di umidità (U r), per cui se a 20° si tiene il 70%, a 25° bisogna tenere il 65% e a 30° il 60% (e così via), per tenere inalterata la quantità reale di umidità all'interno del sigaro. Questo serve a evitare problemi di combustione e un marcato sapore amaro durante la fumata, segni tipici dell'eccesso di umidità nel sigaro.
Un sigaro con un'umidità al di sotto del 50% tende a seccarsi, perdendo i suoi oli essenziali che gli conferiscono l'aroma, diventando sostanzialmente piatto e monocorde (una successiva riumidificazione non riuscirà più a riportare gli aromi perduti). Inoltre un sigaro secco facilmente si può rompere in più punti, rendendo impossibile la fumata. È noto comunque che in Inghilterra si tende a fumare sigari dry o secchi, che vengono conservati al 60-62% di umidità.
Un sigaro con umidità superiore al 70% tende a ingrossarsi (le foglie di tabacco agiscono come spugne), è difficilmente fumabile perché solitamente tira troppo poco e tende a divenire amaro; inoltre, importante per chi considera l'ipotesi di lunghi invecchiamenti, matura molto più in fretta dei 10-15 anni citati. Anche un'eccessiva umidità (sopra il 75%) può provocare la rottura della capa, cosa che rende irrimediabilmente infumabile un sigaro. Per la conservazione si usa acqua distillata, con un'aggiunta di glicole propilenico (con rapporto 3 parti di acqua per una di glicole) per rallentare l'evaporazione e prevenire il sorgere di cattivi odori.

### Temperatura
L'importanza di questo parametro è notevole ma più indiretta, perché non influisce di solito sulle qualità del sigaro bensì sulla sua longevità. Normalmente essa deve restare tra i 16 ed i 20 °C.
Al di sotto di questa soglia di temperatura il sigaro, troppo freddo, matura molto lentamente (come fosse congelato) e può presentare qualche difficoltà di fumata. Al di sopra dei 20° al contrario matura molto velocemente e può causare danni alla conservazione del sigaro se la temperatura rimane troppo elevata.

### Il Bicho
Si tratta di un coleottero abbastanza piccolo, lungo 2,5/3 mm e di colore bruno. L'adulto femmina depone le uova nella pianta del tabacco; queste per potersi schiudere hanno bisogno di una temperatura superiore ai 22-25°. Se ciò accade possono verificarsi notevoli danni ai sigari visto che il piccolo coleottero si nutre del tabacco stesso. Un singolo esemplare può "bucare" 15-20 sigari rendendoli infumabili. È noto anche come la tarma del sigaro. I moderni sistemi di lavorazione hanno pressoché eliminato questo problema, che comunque è sempre bene tener presente quando si aggiungono al proprio humidor sigari di provenienza non certa. Non va confuso con un acaro di colore bianco lungo circa 1 mm, che a occhio nudo pare un piccolo ragno e - invece - non è affatto dannoso e compare solo se l'umidità relativa è alta, scomparendo quando questa si abbassa.

### Il cosiddetto "sick period"
Il cosiddetto "periodo malato"  consiste in un arco di tempo variabile da sigaro a sigaro, che va da circa un mese a circa un anno dopo la fattura. In pratica avviene nel sigaro una microfermentazione che produce ammoniaca: se si fuma in questo periodo il sigaro è irrimediabilmente disgustoso per i forti sentori ammoniacali. Quanto più ligero è presente nel sigaro quanto più questa fase dura, ragion per cui marche dai sapori più decisi richiedono tempi di maturazione più lunghi. Pare che questo problema sia relativamente recente: fino a quando, negli anni ottanta del XX secolo, la richiesta è stata contenuta i sigari erano lasciati maturare a lungo e immessi sul mercato quando erano già fuori dal sick period; oggi invece la forte richiesta spinge sul mercato prodotti non ancora pronti, che il consumatore deve aver cura di far invecchiare. Da notare che il problema è presente per i sigari cubani e pressoché assente per sigari di altre provenienze.

### Come conservare i sigari
Per le ragioni elencate in precedenza un appassionato ha la necessità di munirsi di un humidor apposito, ovvero un umidificatore. I sigari assorbono gli odori e devono essere tenuti lontani da oggetti molto profumati che potrebbero rovinarne per sempre l'aroma. Anche per questo l'umidificatore è sempre rivestito all'interno di legno di cedro in quanto il suo leggero odore si abbina gradevolmente all’aroma del sigaro. Tra gli humidor si possono fare quattro distinzioni fondamentali: statico, dinamico, refrigerato e umido.

#### Humidor statico

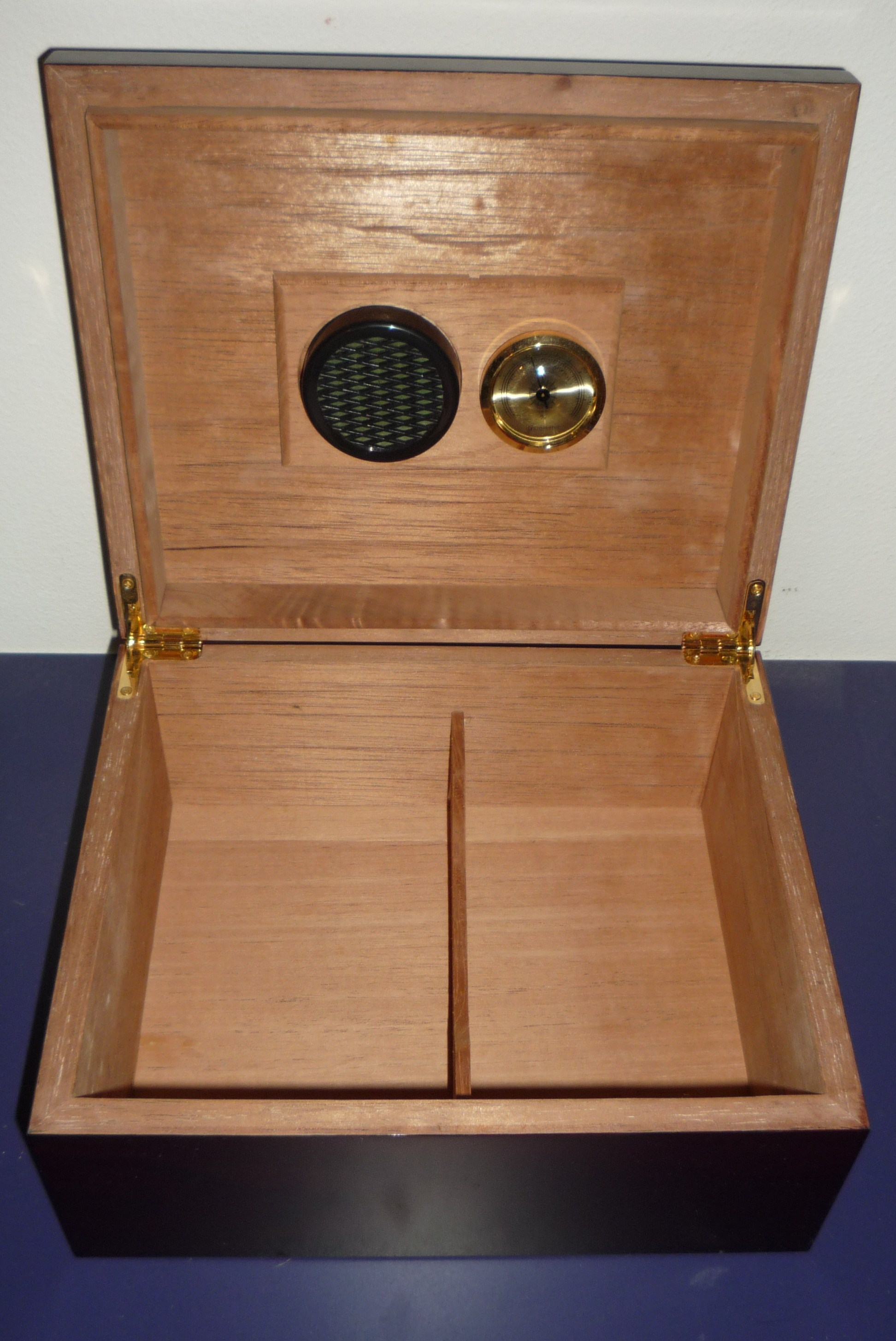
Un humidor statico in legno di cedro con igrometro e spugna umidificatrice

Si tratta di una scatola prodotta appositamente, che all'esterno può essere di diversi materiali (solitamente di legno), ma che all'interno deve essere rivestita come detto di legno di cedro, a causa della grande capacità igroscopica ovvero di mantenimento dell'umidità di questo legno. L'umidità è tenuta sotto controllo con una spugnetta classica, tipo quella da fioraio, di dimensioni variabili a seconda della grandezza dell'humidor. Solitamente vi è anche incorporato un igrometro.
È comunque comune utilizzare come humidor statico una classica scatola di sigari con all'interno la spugna umidificatrice. In ogni caso essa deve essere bagnata frequentemente, stando attenti a che rimanga sempre umida soprattutto nei mesi più caldi, utilizzando preferibilmente acqua distillata. L'humidor statico può essere anche progettato per essere trasportato: in tal caso è di piccole dimensioni, spesso in materiale plastico ed è usato per portare una piccola quantità di sigari per un tempo limitato.

#### Humidor dinamico
L'interno è sempre di cedro. Tuttavia diversamente dall'humidor statico, in cui l'umidità è tenuta sotto controllo da una spugna bagnata, in quello dinamico vi è un sistema elettronico che la gestisce e che è possibile regolare per avere la percentuale preferita (alcuni preferiscono sigari più secchi, altri più umidi). Ciò è un vantaggio notevole soprattutto nelle stagioni fredde, quando l'humidor statico tende facilmente verso un'eccessiva umidità (a cui si ripara solitamente tenendo aperto l'humidor); diversamente, l'humidor dinamico produce esattamente un ambiente con la percentuale prescelta, evitando queste situazioni.

#### Humidor refrigerato
Le versioni più piccole partono da 1500 €, per arrivare a quelle molto grandi che superano i 10000 €. È la soluzione più professionale e meno rischiosa per la conservazione dei sigari. L'umidità è controllata da sistemi statici (nelle versioni più economiche) o dinamici, ma in più vi è un vero e proprio impianto di aria condizionata che mantiene la temperatura al livello scelto, che di solito è tra i 16° ed i 20°C. Questo sistema impedisce la crescita del bicho, e garantisce anche una maturazione costante.
Può presentare qualche problema di umidità nelle stagioni molto calde, quando per tenere la temperatura entro i 20° il compressore dell'aria condizionata deve restare praticamente sempre in funzione, determinando condensa e crollo dell'umidità. Per ovviare a questo problema si aggiungono altre fonti di umidità (spugne) nell'armadio. È comunque sempre consigliabile, e vale per tutti gli humidor medio-grandi, tenere i sigari nelle proprie scatole. Ciò protegge dagli sbalzi di umidità e temperatura ed impedisce che possano mescolarsi gli odori ed i sapori dei sigari diversi, ed è particolarmente indicato quando nel medesimo humidor convivono sigari caraibici e Toscano.

#### Walk-in humidor
È una stanza umidificata e condizionata. Il prezzo varia a seconda delle dimensioni della stanza ma è comunque molto elevato.
Si tratta della soluzione ultima e perfetta per la conservazione dei sigari, ovviamente qualora essi siano molti. È una vera e propria stanza le cui pareti sono di legno di cedro, in cui è installato un sistema di umidificazione e condizionamento dell'aria completamente regolabile. Sono dotate di questo sistema le tabaccherie migliori (poco più di 10-15 in Italia) ed i più grandi appassionati e collezionisti di avana.

## L'acquisto in Italia
In Italia i sigari possono essere comprati solo dai rivenditori autorizzati, pertanto sono vietati gli acquisti via internet (si viola il Monopolio sui tabacchi). L'acquisto via internet inoltre ha un altro importante problema: si sono verificati parecchi casi nei quali i sigari si sono rivelati falsi, cioè di qualità inferiore, semplicemente inscatolati e fascettati in modo da ingannare l'acquirente. Oltre a questo, spesso sono in vendita su mercati on line scatole di sigari (un classico sono i COHIBA Esplendidos) a prezzi così bassi da essere non giustificabili, che oltre a essere falsi sono anche potenzialmente dannosi alla salute (infatti sono classificati come "sigari da collezione", in pratica dei soprammobili fatti per essere esposti e non usati).

## La degustazione

### Il taglio
Il taglio è la prima operazione da compiere nell'accensione: si tratta di rimuovere la "testa" del sigaro, tagliando una lunghezza di un paio di millimetri; se il sigaro è un figurado, si taglia quanto basta per ottenere un'apertura di circa 5 millimetri. Nel corso della fumata, nel caso in cui la saliva abbia bagnato eccessivamente il sigaro, si può fare un ulteriore taglio per eliminare la parte troppo umida.

### L'accensione
Per accendere si possono usare accendini tipo "jet flame" (che rispetto a quelli normali hanno una fiamma molto più intensa) o fiammiferi, meglio però se lunghi, visto che la fase dell'accensione dura anche mezzo minuto. Si parte scaldando il "piede" del sigaro, ovvero la parte terminale che si trova già tagliata, avvicinando la fiamma in modo che il riscaldamento sia progressivo: dopo qualche secondo si inizia a tirare qualche boccata, ruotando il sigaro in modo che si accenda in modo completo e non solo in parte (problema tipico con i formati più grandi). Fatto questo si controlla che si sia creato un braciere uniforme, se non è così si procede con opportune correzioni. Un'accensione sbagliata, cioè non completa o al contrario compiuta in un tempo troppo lungo, può rovinare la fumata. Si dice che l'accensione tramite accendino possa rovinare l'aroma del sigaro; in realtà, lo zolfo nel fiammifero non è meno alterante del gas dell'accendino, quindi non vi è una sostanziale differenza.

### Il tiraggio corretto
Un corretto tiraggio, cioè una giusta cadenza tra una boccata e un'altra dipende sia dalle preferenze del fumatore che dalle caratteristiche oggettive del sigaro (ad es. un sigaro umido al 72% tira meno bene di uno più secco, ad es. al 65%). Di base si può dire che un sigaro non è una sigaretta, per cui fare più di due-tre tiri al minuto comporta il rischio di surriscaldare il sigaro, renderlo amaro e dare come effetti collaterali un senso di nausea e mal di testa. Solitamente si dice che il tiraggio corretto è una volta al minuto, ma deve essere il fumatore, guardando il braciere, a capire se bisogna aumentare o diminuire: se il fumo diventa troppo caldo e improvvisamente amaro la frequenza è troppo alta.
Se il sigaro si spegne lo si può riaccendere, ricordando però che - a distanza di oltre un'ora - il sigaro riacceso ha sentori estremamente sgradevoli, dunque perde la sua ragione di essere fumato. Per tale motivo è bene accendere un sigaro solo quando si sa di avere tempo sufficiente a disposizione per gustarlo. In genere la boccata deve essere piuttosto forte e profonda e il fumo non si aspira, ma si tiene in bocca per qualche secondo per poi espirarlo. Quello di non aspirare il fumo è un elemento importante del fumare il sigaro: la mescola di tabacchi è molto più forte rispetto a una sigaretta, inoltre il fumo presenta un pH alcalino (l'ambiente polmonare è acido) e l'aspirazione sarebbe causa di tosse e altri problemi collaterali quali nausea e giramenti di testa. Inoltre, evitando l'inspirazione, si limita l'esposizione agli effetti nocivi del fumo, riducendo l'impatto (pur sempre presente) sulla salute.

### La cenere
A differenza della sigaretta non è necessario far cadere la cenere ogni minuto, essendo questa molto compatta e in grado di rimanere attaccata per diversi minuti. È ben nota la "gara" tra i fumatori di sigari a chi riesce a fare la maggiore lunghezza di cenere nel proprio sigaro. Da notare che solitamente una cenere compatta si associa a un sigaro di alta qualità.
Inoltre, tenere la cenere attaccata al sigaro aiuta a tenere caldo il braciere, poiché la cenere stessa funge da isolante termico ed allunga il tempo di accensione quando non si tira.

### Differenti scuole di degustazione
Esistono due scuole di pensiero nella degustazione, quella cubana, per la quale il sigaro sa semplicemente di tabacco e quella europea-americana, che invece applica ai sapori riscontrati le stesse analogie che si trovano nella degustazione dei cibi e dei vini. La seconda scuola fornisce descrizioni del sigaro particolarmente approfondite, che mirano a descrivere nei dettagli tutti i sapori percepiti: a tal proposito sono state create schede di degustazione, che forniscono al fumatore uno spunto per una fumata più consapevole. Esistono anche corsi specifici per diventare "catador", cioè degustatore di sigaro. Durante la degustazione di un sigaro, ben stagionato, bisogna utilizzare termini descrittori che riescano ad individuare le percezioni assaporate, che sono frutto del bagaglio subliminale soggiacente e delle sensazioni pianificate al momento.

## Le marche più famose
- Ambasciator Italico
- Avo
- Bolivar
- Camacho
- Cohiba
- Davidoff
- Guantanamera
- H. Upmann
- Hoyo de Monterrey
- Il Coloniale
- Juàn Lopez
- La Gloria Cubana
- Nostrano del Brenta
- Mastro Tornabuoni
- Montecristo
- Partagas
- Por Larrañaga
- Romeo y Julieta
- Saint Louis Rey
- Toscano

## Rischi per la salute
Come nel caso di altri prodotti da fumo, i sigari sono un rischio per la salute di coloro che fumano. In Canada, Europa e Australia essi sono soggetti alle stesse leggi sulle sigarette che impongono ai produttori di mettere un avvertimento su ogni confezione. In genere sono giudicati come una valida alternativa alle sigarette perché il loro fumo non va inalato, la frequenza con cui vanno fumati è minore ma comunque le autorità sanitarie mettono in guardia i fumatori di sigari (come anche quelli di pipe o cigarillos) sul rischio di contrarre possibili tumori del cavo orale, dovuti al fatto di trattenere il fumo in bocca. Vale la pena sottolineare che l'abitudine di tenere tra le labbra il sigaro dovrebbe essere un vezzo da evitare, perché dal contatto diretto del tabacco con le mucose orali si origina un metabolita intermedio nocivo per la vescica urinaria, identificato nel composto ortaminofenolo.